# Eptesicus
Eptesicus là một chi động vật có vú trong họ Dơi muỗi, bộ Dơi. Chi này được Rafinesque miêu tả năm 1820. Loài điển hình của chi này là Eptesicus melanops Rafinesque, 1820 (= Vespertilio fuscus Beauvois, 1796).

## Hình ảnh

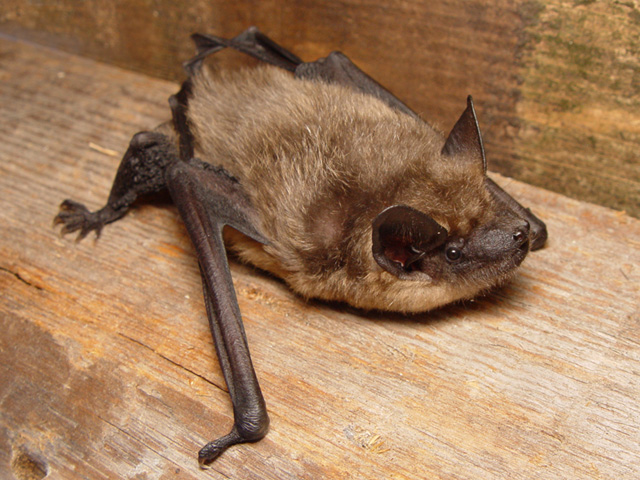
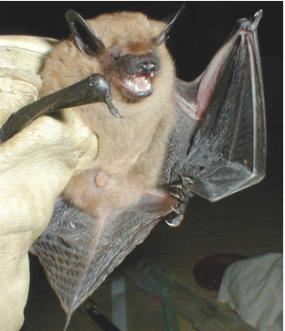

## Các loài
Chi này gồm các loài:
- Eptesicus anatolicus
- Eptesicus andinus
- Eptesicus bobrinskoi
- Eptesicus bottae
- Eptesicus brasiliensis
- Eptesicus chiriquinus
- Eptesicus diminutus
- Eptesicus floweri
- Eptesicus furinalis
- Eptesicus fuscus
- Eptesicus gobiensis
- Eptesicus guadeloupensis
- Eptesicus hottentotus
- Eptesicus innoxius
- Eptesicus isabellinus
- Eptesicus japonensis
- Eptesicus kobayashii
- Eptesicus langeri
- Eptesicus lobatus[3]
- Eptesicus nilssonii
- Eptesicus ognevi
- Eptesicus orinocensis
- Eptesicus pachyomus
- Eptesicus pachyotis
- Eptesicus platyops
- Eptesicus serotinus
- Eptesicus taddeii
- Eptesicus tatei
- Eptesicus ulapesensis